# كريستوف هيرينغ
كريستوف هيرينغ (بالألمانية: Kristof Hering)‏ هو مغني ألماني، ولد في 27 فبراير 1989 في هانوفر في ألمانيا.